# کار هر روز ما
کار هر روز ما (به انگلیسی: It's Everyday Bro) تک آهنگی از جیک پاول و اعضای تیم او به اسم Team 10 است که در تاریخ در تاریخ ۳۰ مه ۲۰۱۷ منتشر شد. این آهنگ با حدود ۲۶۸ میلیون بازدید و دریافت ۴٫۸ میلیون دیس لایک در فهرست بیشترین ویدئوهای دیس لایک شده در یوتیوب قرار گرفته‌است. این ترانه یک دیس ترک به آلیسا ویولت (دوست دختر سابق جیک پاول) و پیودی‌پای است. این آهنگ توسط جیک پاول نوشته و تولید شد.

## بازتاب‌ها
این آهنگ به مقدار زیادی نظرات منفی بدست آورد، و به هفتمین ویدیوی یوتیوب دارای بیشترین دیس لایک در تمام دوران تبدیل شد. مخصوصاً برای قسمت‌هایی از شعر که «I just dropped some new merch and it's selling like a god church» (من کالا جدید به فروش گذاشتم و مثل کلیسای خدا داره فروش میره) در حالی که «کلیسای خدا» معنی ندارد و فقط برای قافیه بندی آورده شده و «England is my city» (انگلیس شهر من است) در حالی که انگلیس یک کشور است نه یک شهر و «I Usain Bolt and run» (من یوسین بولت [هستم] و فرار [می‌کنم]) در حالی که این جمله گرامر انگلیسی را زیر سؤال میبرد.
علی‌رغم استقبال منفی، این ویدیو بیش از ۲۵۰ میلیون بازدید دریافت کرد، و آهنگ به رتبه شماره دو در نمودار آی تونز ایالات متحده، شماره ۹۱ در ۱۰۰ آهنگ داغ بیلبورد، دست یافت و منجر به دریافت گواهی‌نامه انجمن صنعت ضبط آمریکا شد.
موزیک ویدیو موجی از حواشی را ایجاد کرد که بسیاری علیه این موزیک ویدئو دیس ترک ساختند. از جمله قابل توجه ترین‌ها، در تاریخ ۶ ژوئن ۲۰۱۷، رایس گام و آلیسا ویولت با ساخت آهنگ «It's Every Night Sis» (کار هر شب ما) به این موزیک ویدئو پاسخ دادند، که در ۱۰۰ آهنگ داغ بیلبورد به بالاترین رتبه جدول رسید و همچنین موفق به کسب گواهی‌نامه انجمن صنعت ضبط آمریکا شد.
در ۲۲ نوامبر ۲۰۱۷، جیک پاول ریمیکسی از کار هر روز ما را با همکاری گوچی مان منتشر کرد که با استقبال منفی مشابه (در مقیاس کوچکتر) مواجه شد.

## یادداشت
1. ↑  معنی دقیقی در فارسی ندارد و نزدیکترین معنی «کار هر روز ما» یا «هر روز داداش» است